# Ашуна, Шувинаи
Шувинай Ашуна (род. в 1961 году) — инуитская художница. Известна своими детализированными рисунками пером и карандашом, изображающими северные пейзажи и современную жизнь инуитов.

## Биография
Родилась в 1961 году в Кейп-Дорсет, в Нунавуте, в семье известных художников. Её отец Киугак Ашуна был скульптором, мать Соросилуото Ашуна — художницей-графиком, а бабушка Питцеолак Ашуна — одной из самых известных инуитских художниц своего поколения. Её тётя — художница Напачи Поотоогоок. В мае 2012 года со своей двоюродной сестрой Анни Поотоогоок Ашуна была выбрана для участия в выставке современных канадских художников О, Канада, куратором которой является Дениз Маркониш, в Массачусетском музее современного искусства.
Посещала среднюю школу в Икалуите, но вскоре вернулась со своей дочерью в регион Кейп-Дорсет, живя со своей семьей в деревнях Луна-Бей и Кангиксуалуджуак. Некоторые работы отразили её скитания. Семья Ашуна вернулась в город в конце 1980-х годов. Тогда же она начала посещать художественную студию Киннгаит. В процессе обучения на её стиль оказали влияние её тети и коллеги по студии Напачи Поотоогоок и Майореак Ашуна, а также Кеножуак Ашевак.

## Творческая деятельность
Творчество Ашуны включает как натуралистические виды, так и работы основанные на воображении, создавая клаустрофобный, плотный эффект. Повторяющиеся изображения включают форму яйца, кудлик (каменная масляная лампа) и улу. Исторические образы или события иногда появляются, как Nascopie, судно снабжения, которое доставляло товары и людей в Кейп-Дорсет до своей гибели в 1947 году. Отделение работ Ашуны от художников-инуитов до неё является отражением смешения современной и традиционной жизни в Нунавуте.
Её первые рисунки в архиве Kinngait Studios — всемирно известной мастерской печати, основанной эскимосским кооперативом West Baffin в 1959 году — датируются примерно 1993 годом. Её ранние работы были маленькими, детализированными, однотонными пейзажными рисунками, часто изображающими скалистые, малонаселенные местности с высоты птичьего полета. Монохромы Ашуны представляют собой плотно прорисованные, сложные композиции, выполненные чернилами и фломастером. Её первой крупной выставкой была «Три женщины, три поколения: рисунки» Питеолак Ашуна, Напатчи Пучогук и Шувинай Ашуна в канадской коллекции произведений искусства МакМайкл в Кляйнбурге, Онтарио.
Она начала использовать цвет в своих рисунках в начале 2000-х годов, изображая человеческие фигуры, их жилища и инструменты как в работе «Композиция (Ассенизация)» (2007—2008) в Коллекции Сэмюэля и Эстер Сарик из Художественной галереи Онтарио. На протяжении всей её карьеры внутренняя космология её работ становилась все более отчетливой: яйца, карточные масти, глобусы и кусочки текста появлялись снова и снова. Её совместная работа (с Джоном Ностеденом) «Земля и небо» — гигантский баннер, дебютировавший в Art Basel в 2009 году в инсталляционном комплексе под названием Stadthimmel («Citysky»). Он также был выставлен на биеннале 2012 года в Сиднее «Все наши отношения» и в галерее Юстины М. Барнике в Университете Торонто в паре с художницей из Торонто Шари Бойл. Бойл и Ашуна продолжили сотрудничество в рамках передвижной выставки 2015 года Universal Cobra, создавая совместные фэнтезийные миры.
Примерно в 2009 году Ашуна начал работать с мотивом миров, рисуя фигуры людей, животных и гибридов, взаимодействующих на синих и зеленых планетах в фантастических условиях, как это было продемонстрировано в Мирах Шувинай в Feheley Fine Arts в Торонто, сентябрь 2012 года. Чаще всего она выставлялась в Feheley Fine Arts и Marion Scott Gallery в Ванкувере.
Ашуна стала героем короткометражного документального фильма под названием «Призрачный шум» (2010) режиссёра Марсия Коннолли. Песня «Полночное солнце» посвящена ей музыкантом Кевином Хирном, для которого она расписала гитару.
Шувинай Ашуна была удостоена премии Гершона Исковица в 2018 году за выдающийся вклад в изобразительное искусство в Канаде.